# Joachim Hämmerling
Joachim Hämmerling (ur. 9 marca 1901 w Berlinie, zm. 5 sierpnia 1980 w Wilhelmshaven) – niemiecki fykolog.
W 1931 roku przeprowadził doświadczenie na jednokomórkowym glonie parasolowcu Acetabularia, na podstawie wyników którego udowodnił, że DNA znajduje się w jądrze komórkowym.